# Galga extensomètrica

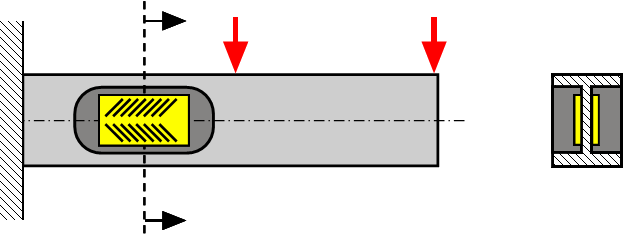
Esquema de mesura de esforç tallant en una biga.

Galga extensiomètrica

Una galga extensomètrica és un sensor que funciona basant-se en l'efecte piezorresistiu. Un esforç que deforma a la galga produeix una variació de la seva resistència elèctrica. Els materials que se solen utilitzar per fabricar galgues són aliatges metàl·lics com, per exemple constantà, nicrom o elements semiconductors com ara el silici i el germani. D'altra banda, el material d'unió de la galga amb el cos a estudiar pot ser, per exemple, cianoacrilat. És per això que es poden classificar les galgues en dos tipus: les metàl·liques i les semiconductores.
La galga extensiomètrica fou inventada per Edward E. Simmons i Arthur C. Ruge el 1938.

## Tipus de galgues

### Galgues metàl·liques
Els principals aliatges que s'usen en les galgues metàl·liques són els següents:
- Coure i ferro
- Platina i silicialista
- Constantà
- Nicrom o karma
- Isoelàstic
- Aliatge de platí
- Aliatges de níquel-crom
- Nitrox de titani

Alguns dels materials usats en el suport de les galgues metàl·liques poden ser:
- Poliamida
- Epoxi
- Fibra de vidre reforçada amb epoxi

### Galgues semiconductores
L'elements més habitual per fabricar aquestes galgues és el silici.].

## Tractament del senyal
Per tractar la variació de voltatge de la galga extensiomètrica s'utilitza un pont de Wheatstone. Aquest pont està format per quatre resistències unides en un cercle tancat, una de les quals és la resistència (galga) sota mesura. D'aquesta manera es poden mesurar resistències desconegudes mitjançant l'equilibri dels braços del pont.

## Limitacions
- L'esforç aplicat no ha de portar a la galga fora del seu límit elàstic.[5]
- Es necessita una bona adhesió a l'objecte perquè la mesura de la deformació sigui correcta.
- Un increment en la temperatura té com a conseqüència una variació de la resistència, encara que no s'apliqui cap esforç.
- Cal un coeficient de dilatació de la galga semblant al del suport per evitar tensions mecàniques.
- Autoescalfament de la galga per la dissipació de potència d'alimentació.